# Bereitschaftstasche (Fotografie)

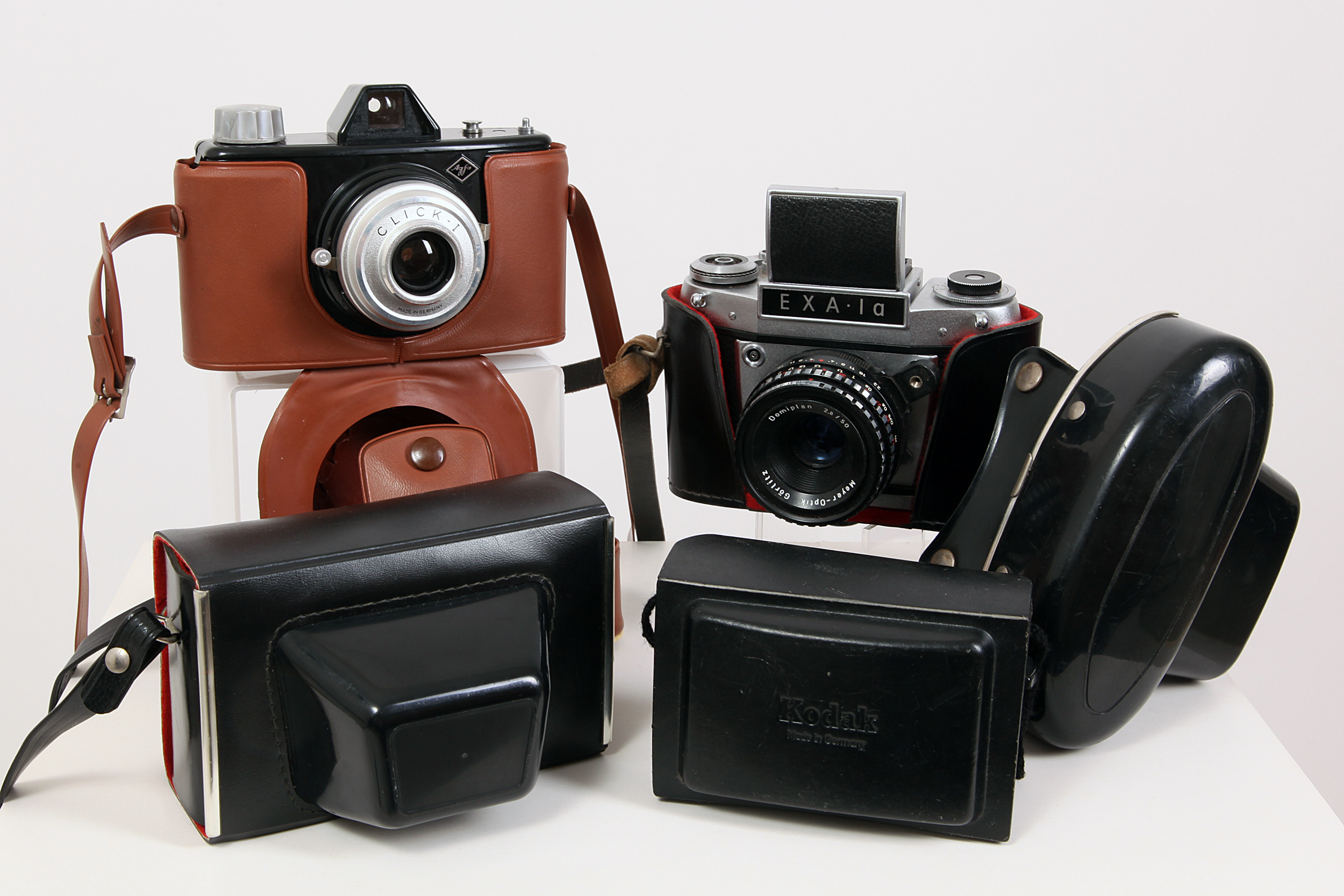
Bereitschaftstaschen für Agfa Click I und EXA 1a (hinten), Pentacon Electra 2 und Kodak Instamatic 25 (vorn)

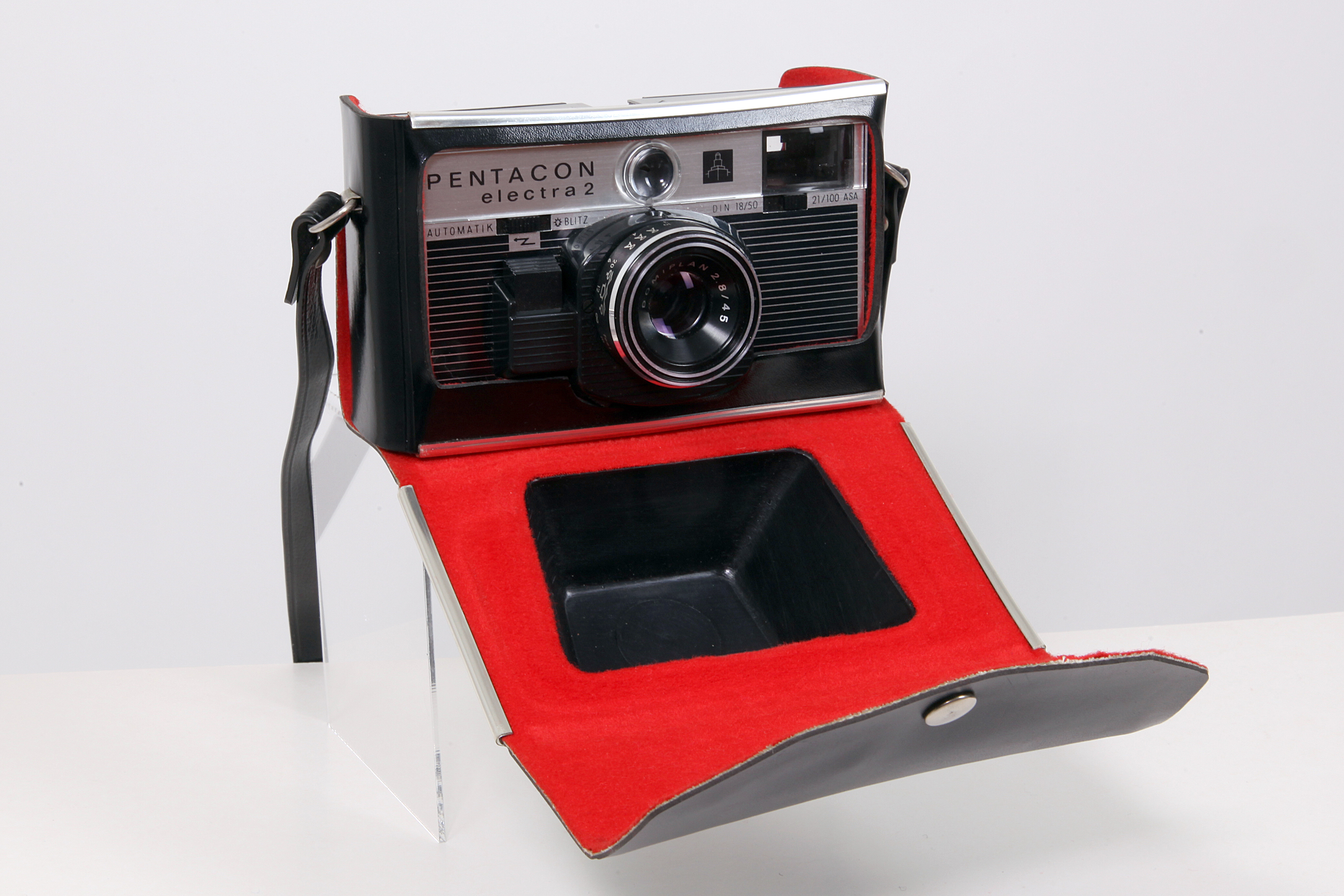
Pentacon Elektra 2 mit aufgeklappter Bereitschaftstasche

Als Bereitschaftstasche wird in der Fotografie eine spezielle Form der Kameratasche bezeichnet. Vor allem bei Analogkameras waren Bereitschaftstaschen weit verbreitet. Seltener werden Taschen mit dieser Bezeichnung heute auch für Digitalkameras angeboten.

## Aufbau und Nutzen
Neben dem Schutz des Fotoapparates vor Nässe, Staub und Stößen dient die Bereitschaftstasche dazu, die schnelle Einsatzfähigkeit der Kamera zu gewährleisten. Zum Fotografieren muss der Apparat nicht aus der Tasche entnommen werden, diese wird lediglich nach vorn aufgeklappt und gibt somit das Objektiv, den Sucher, den Auslöser und alle weiteren bedienungsrelevanten Elemente frei. Spezifische Bereitschaftstaschen gab es für die meisten analogen Kameramodelle, von der Boxkamera über die verschiedenen weiteren Typen von Sucherkameras bis hin zu Spiegelreflexkameras. Je nach Preisklasse waren sie aus Kunststoff, Kunstleder oder Leder gefertigt, die Kanten hochwertiger Taschen wurden zudem oftmals mit Metallstreifen verstärkt.
Bereitschaftstaschen bieten nur Platz für die Kamera. Soll weiteres Zubehör, wie etwa Belichtungsmesser, Filter oder Filme mitgeführt werden, sind zusätzliche Taschen erforderlich, die häufig direkt am Gurt der Bereitschaftstasche befestigt werden.

## Kritik
Vor allem Bereitschaftstaschen für teure Kameras wurden mitunter kritisiert. Deren hochwertige Aufmachung, oft mit dem auffällig platzierten Logo des Herstellers kombiniert, mache es potentiellen Dieben einfach, diese Kameras von billigen Modellen zu unterscheiden und gäbe somit einen zusätzlichen Anreiz zum Diebstahl.